# Vračev Gaj
Vračev Gaj (cyr. Врачев Гај) – wieś w Serbii, w Wojwodinie, w okręgu południowobanackim, w gminie Bela Crkva. W 2011 roku liczyła 1348 mieszkańców.